# Măneciu-Ungureni
Măneciu-Ungureni – wieś w Rumunii, w okręgu Prahova, w gminie Măneciu. W 2011 roku liczyła 2401 mieszkańców.